# Víctor Rosso
Víctor Rubén Rosso (Marcos Juárez, Córdoba, 16 de octubre de 1960) es un expiloto de automovilismo y actual director general del equipo RAM Racing Factory, estructura que en la actualidad lleva adelante el equipo Honda Racing de Súper TC 2000 y la Escudería Fela en TC 2000. 
Entre sus logros como piloto, «Vichín», apodo que le dio su madre, fue el primer campeón de la Fórmula Renault Argentina en 1980, en tanto que en su campaña europea, alcanzó el título en la Fórmula Ford 2000 Alemana en 1985. Como director, la primera etapa con Honda Racing es de las más sobresalientes en la historia del TC 2000, en la que obtuvo cuatro títulos de pilotos y seis Campeonatos de Marcas y Equipos entre 1998 y 2011 (aunque desde 2009 sin apoyo oficial de la marca). 
En 2019, concretó el retorno de la marca japonesa para competir de manera oficial en el renovado Súper TC 2000 que a partir de esa temporada pasó a utilizar propulsores turbo de cuatro cilindros, siguiendo los lineamientos del WTCR y en reemplazo de los motores V8.
En 2023 decidió volver al ruedo pero esta vez dentro del TCR South America conformando el equipo oficial Paladini Racing y utilizando Toyota Corolla TCR

## Su historia como piloto
Desde joven sintió la pasión por los autos y un día su padre le preparó su primer karting, con el cual hizo sus primeros pasos en los campeonatos zonales aledaños a Marcos Juárez, lugar donde transcurrió su niñez junto a su familia. Con el pasar de los años, Víctor fue obteniendo mayor experiencia al correr en diferentes categorías de karting, hasta debutar con un auto de Fórmula a los 18 años de edad, donde dos años más tarde obtuvo el primer título nacional de su carrera con el plus de haber sido el primer piloto en consagrarse campeón en la Fórmula Renault Argentina.
En el año 1981, Rosso y su amigo y socio en la mayoría de sus proyectos, Leonardo Monti, viajan a Inglaterra y es precisamente en Londres donde fundan el Argentina Racing Team, único equipo íntegramente argentino que compitió una temporada completa en el viejo continente.
En Europa se midió contra pilotos históricos como Michael Schumacher, Rubens Barrichello, o el legendario Ayrton Senna, a quien logró arrebatarle una pole position. 
En sus años de vivir en Europa, Víctor también hizo amistades con pilotos conocidos mundialmente como el canadiense Jacques Villeneuve y el dinamarqués Tom Kristensen, entre otros.
En 1981 disputó el Campeonato Británico Marlboro F3 y compitió en la Fórmula 3 Europea. En 1985 compitió en la Fórmula Ford Británica y se consagró campeón en la Fórmula Ford 2000 Alemana. Un año después participó del certamen de la Fórmula 3 Alemana y la Fórmula 3 Macau GP. En 1987 tuvo uno de sus años más agitados como piloto, ya que participó en la Fórmula 3 Alemana, en la Fórmula 3 Euro Series, Fórmula 3 Copa Europea y en el Gran Premio de Monca Fórmula 3.
En 1988 se embarcó en un ambicioso proyecto junto al reconocido preparador Oreste Berta y que tenía como objetivo competirles a los equipos del Viejo Continente con un auto de Fórmula 3 construido en la argentina. El resultado fue el Berta C88-Renault, auto y proyecto que sin embargo no prosperaron por falta de presupuesto. Rosso continuó su participación en la Fórmula 3 Alemana el año siguiente para luego iniciar una campaña en Japón que significaría la antesala de su exitosa carrera como director de equipos. Compitió desde 1990 hasta 1992 en la Fórmula 3 Japonesa, con una participación en la Fórmula 3 Copa Fuji en 1991. En 1993 regresó a la Argentina para un breve paso por el TC 2000.

## Sus años como Director General en equipos de competición
Tras varios años como piloto, decidió retirarse joven para dar inicio a su propio equipo en TC 2000, categoría reconocida por estar a la vanguardia tecnológica en Sudamérica. Fue en 1994 cuando fundó junto a Leo Monti el Pro Racing, estructura que tuvo sus inicios en la Fórmula 3 Sudamericana junto a un ya laureado Omar Martínez, y que no tardó en embarcarse en la preparación de autos de Turismo para empezar a competir en el TC 2000 con las laureadas coupé Renault Fuego. 
En 1997 arma junto a Monti el equipo Honda Racing para competir en TC 2000. En su primer año en la divisional consiguió ganar una carrera con Omar Martínez.
Desde 1998 hasta 2011 ganó una numerosa cantidad de título y posicionó a Honda en un sitial de privilegio. En esos 13 años consiguió 4 títulos de pilotos (1998 con Omar Martínez, 1999 con Juan Manuel Silva, 2008 y 2009 con José María López) y 6 campeonatos de Marcas y Equipos (1998,1999, 2003, 2008, 2009, 2010).
En el año 2001 le vende el 100% de las acciones del Pro Racing al piloto Marcelo Bugliotti, aunque se queda con la representación oficial de Honda Argentina. Para ello, decide crear una nueva estructura, a la cual denominaría RAM'S Racecraft y bajo la cual albergaría al equipo oficial de Honda Racing Argentina. Tras el retiro del apoyo oficial de Honda en el año 2009, el equipo recibe apoyo pleno de la petrolera Petrobras, pasando a denominarse simplemente como Equipo Petrobras. A pesar de la salida oficial de la marca japonesa, el equipo sigue mostrándose competitivo, llegando a consagrarse campeón en el año 2009 con José María López y obteniendo el subcampeonato del año 2010 con Leonel Pernía. Con la creación del Súper TC 2000 en el año 2012, RAM'S Racecraft es contratada por Renault para representar a la marca de manera oficial en esa categoría, y ya en su primer año logra el Campeonato de Marcas y Equipos. Un año después logra el Subcampeonato de Marcas, de Equipos y de Pilotos con Leonel Pernía, sin embargo, el vínculo entre Rosso y Renault culminaría ese mismo año, dejándole a su socio Marcelo Ambroggio la responsabilidad de continuar al frente de la estructura oficial.
En el año 2014 y junto al personal del RAM'S Racecraft, Rosso da inicio a un nuevo proyecto deportivo dentro de la divisional TC 2000, en la cual se inicia con la preparación de cuatro unidades: 2 Ford Focus III, 1 Honda Civic VIII y 1 Renault Fluence. El proyecto es presentado bajo el nuevo nombre de RAM Racing y sobre mitad de temporada reformaría su plantel, pasando a atender tres unidades Ford Focus III. En su primera temporada, la renovada estructura se adjudica el Campeonato de Marcas y Equipos, éxito que reafirmará al año siguiente ahora con la denominación RAM Racing Team Paladini y con cuatro Ford Focus III en pista. Ese año de 2015, el piloto de su estructura Luciano Farroni pierde el Campeonato de Pilotos por menor número de victorias, mientras que Antonino García finaliza en la tercera posición general. En la temporada también se dio la particularidad de producirse el debut en la categoría de Juan Ángel Rosso, hijo de Víctor, que venía de competir en la Fórmula Ford Inglesa, y quien obtiene una victoria a su corto palmarés.  
En 2016, ahora con la denominación de Escudería Fela, segunda marca de la chacinera Paladini, firma que acompaña a Rosso desde varios años, la estructura finalmente logró la triple corona que se consumó con el Campeonato de Pilotos de Antonino García. En la actualidad la Escudería Fela continúa su participación en el TC 2000, aunque en 2019, tras el Subcampeonato de Martín Chialvo entre los pilotos, Rosso cedió el control del equipo a Sebastián Martino, quien se sumó a la estructura en la etapa con Renault Sport, aunque siempre con el respaldo del RAM Racing Factory.
En 2023 decidió volver al ruedo pero esta vez dentro del TCR South America conformando el equipo oficial Paladini Racing y utilizando Toyota Corolla TCR. Los dos primeros pilotos de este equipo son Fabián Yannantuoni y Juan Angel Rosso. A mitad de temporada se suma el campeón 2022 de la especialidad, Fabricio Pezzini, con un Audi TCR.

## Regreso al Súper TC 2000
Luego de la ruptura con Renault Sport y del alejamiento del Súper TC 2000, Rosso tuvo algunas apariciones intermitentes en la divisional. En 2014, RAM Racing decide encarar la clásica competencia de los 200 km de Buenos Aires con dos unidades Ford Focus III similares a las del TC 2000, sin obtener resultados relevantes, mientras que en 2015 ingresa en el certamen en la segunda mitad de temporada con el piloto Manuel Mallo al comando de un Ford Focus III y con la denominación Basalto RAM Racing.
En 2017 decide afrontar una temporada completa dentro del Súper TC 2000 como equipo privado y con la denominación Escudería Fela. Al igual que en su etapa con el Equipo Petrobras, Rosso y su estructura impondrían toda su experiencia y capacidad para enfrentar a los equipos oficiales. Ese año puso en pista tres Ford Focus IV a cargo de Damián Fineschi, Luciano Farroni y de su hijo Juan Ángel, y la Escudería Fela terminaría siendo la gran revelación de la temporada al ser el tercer mejor equipo a la hora de clasificar, desempeño que estuvo principalmente a cargo de Fineschi, quien logró una pole position, un Podio, y quien terminó quinto en el Campeonato de Pilotos. 
Hacia mitad de temporada, Rosso inicia el trato y las conversaciones con Volkswagen Argentina, primero, y luego con Ford Argentina, para convencer a las automotrices de retornar a la categoría. La negativa de las marcas de respaldar a la estrcutrua de manera oficial, y los altos costos de llevar un proyecto de manera privada, ponen punto final a la campaña del RAM Racing dentro del Súper TC 2000.  
El 2018, sin embargo, comenzaría la gestación de un proyecto que culminaría en un nuevo retorno a la divisional. Con el nombre #ProyectoRAM, Rosso se propuso regresar al Súper TC 2000 de una manera creativa y demostrando una vez más su gran capacidad para innovar. El proyecto tuvo el propósito de construir un auto para la categoría desde cero y de mostrar paso a paso, sin esconder detalles, cada proceso y etapa. El proyecto pudo seguirse a través de las redes sociales del equipo y culminó con la participación en los 200 km de Buenos Aires con un flamante Honda All New Civic que hicieron debutar Santiago Mallo y su invitado Esteban Guerrieri, piloto oficial Honda del WTCR, además de una segunda aparición para el menor de los hermanos Mallo en el Gran Premio Coronación de Córdoba.  
El proyecto fue el pilar para que Rosso lograra convencer a Honda Argentina de regresar al certamen tras diez años de ausencia. En esta nueva etapa como director General de Honda Racing STC 2000, Rosso trabaja en la construcción de cuatro unidades New Civic que serán conducidas por los hermanos Manuel y Santiago Malo, su hijo Juan Ángel, en tanto que aún no ha confirmado quién será el cuarto piloto.  

## Datos de interés
- En todos los proyectos desde los comienzos del karting (1973) siempre tuvo como encargado de ingeniería a su amigo de la infancia y socio, Leonardo Monti, responsable conjuntamente de los logros obtenidos. Monti falleció a finales de 2015.

- Compartió pistas junto a Ayrton Senna (FF2000 - 1982 ) logrando dos pole positions sobre el múltiple campeón brasileño (Mallory Park y Brands Hatch). También con Michael schumacher (F3 1989, 1990), Bernd Schneider (FF2000/F3 1985/86/87) y Carlos Sainz (FF2000 1984), entre otros.

- Estuvo al frente de equipos oficiales Honda y Renault, como piloto dentro de Toyota y Volkswagen.

- Fue el primero en insertar un auto importado dentro del TC 2000.

- Logró que el modelo Honda Civic se convirtiera en el auto más ganador de la historia del TC 2000 con 88 triunfos.

- El 100% de los equipos oficiales de Súper TC 2000 (Peugeot, Fiat, Chevrolet, Toyota, Renault) están hoy a cargo de personas, ingenieros y técnicos que emigraron de la estructura de Víctor Rubén Rosso.

## Historial como piloto
- 1980: Campeón Fórmula Renault Argentina.
- 1981: Campeonato Británico Marlboro F3 (con equipo humano totalmente argentino) y compitió en el Campeonato de Fórmula 3 Europea de la FIA en Silverstone.
- 1982: corrió 8 carreras en Fórmula Ford 2000 Británica y logró dos triunfos en Brands Hatch, pero luego debió emigrar a Europa por el conflicto de las Islas Malvinas. También compitió en dos oportunidades en el Campeonato Europeo y logró un triunfo en Hockenheim (Alemania).
- 1983: Subcampeón Radio Trent (Donington, Inglaterra)
- 1984: Campeón Superguard (Donington, Inglaterra)
- 1985: Campeón Fórmula Ford 2000 Alemana, Fórmula 3 Británica
- 1986: 3.er Puesto Fórmula 3 Alemana con un Dallara. También compitió en Fórmula 3 Macao GP
- 1987: Fórmula 3 Alemana en el equipo oficial Volkswagen y Fórmula 3 EFDA Euroseries, ganando en Alemania (Nürburgring) y logrando el subcampeonato.
- 1988: lidera un proyecto personal para competir en Alemania con un auto fabricado en su totalidad en Argentina, trabajando de manera conjunta con la fábrica militar de aviones de Córdoba y el más emblemático preparado argentino, Oreste Berta. Logró competir en el país europeo, aunque no pudo completar la temporada por problemas económicos. Tercer probador del equipo Minardi Ford Cosworth Goodyear junto a Pierluigi Martini (Italia) y Josele Garza Martínez (México).
- 1989: Fórmula 3 Alemana con un proyecto ruso-alemán EUFRA a cargo del reconocido director deportivo Frans Tost.
- 1990: Fórmula 3 Japonesa y 4° puesto en la Copa Mundial Fuji. Compite en Turismo grupo "A" con un Toyota Corolla del equipo oficial TOM'S Toyota.
- 1991: 4º Puesto en Fórmula 3 Japonesa. También compite en Turismo grupo "A" con un Toyota Corolla del equipo oficial TOM'S Toyota.
- 1992: Fórmula 3 Japonesa. También compite en Turismo grupo "A" con un Toyota Corolla del equipo oficial TOM'S Toyota.
- 1993: disputó dos competencias de TC 2000 en Argentina.

## Historial como Director General
- 1994: Fórmula 3 Sudamericana, Subcampeonato con Omar Martínez tambien corrieron en dicho equipo Fernando Croceri y tambien Ricardo Risatti.
- 1995: Fórmula 3 Sudamericana y Campeonato Argentino de Rally con el equipo Pro Rally.
- 1996: Presenta el primer proyecto a Honda para competir en el Campeonato más prestigioso de autos de Turismo en Argentina: el TC 2000. Fórmula 3 Sudamericana y Campeonato Argentino de Rally con el equipo Pro Rally.
- 1997: Primera victoria en TC 2000 con el equipo Honda Racing. Fórmula 3 Sudamericana y Campeonato Argentino de Rally con el equipo Pro Rally.
- 1998: Campeones de Marcas y Equipos en TC 2000 con Honda Racing. Ganadores del certamen de pilotos con Omar Martínez.
- 1999: Campeones de Marcas y Equipos en TC 2000 con Honda Racing. Ganadores del certamen de pilotos con Juan Manuel Silva.
- 2000: 2 victorias y 2 pole positions en TC 2000 con Honda Racing.
- 2001: 1 victoria y 1 pole position en TC 2000 con Honda Racing.
- 2002: 4 victorias y 5 pole positions en TC 2000 con Honda Racing.
- 2003: Campeones de Marcas y Equipos en TC 2000 con Honda Racing.
- 2004: 2 victorias y 7 pole positions en TC 2000 con Honda Racing.
- 2005: 2 victorias en TC 2000 con Honda Racing.
- 2006: 5 victorias y 2 pole positions en TC 2000 con Honda Racing.
- 2007: 5 victorias y 9 pole positions en TC 2000 con Honda Racing.
- 2008: Campeones de Marcas y Equipos en TC 2000 con Honda Racing. Ganadores del certamen de pilotos con José María López.
- 2009: Campeones de Marcas y Equipos en TC 2000 con Honda Racing. Ganadores del certamen de pilotos con José María López.
- 2010: Campeones de Marcas y Equipos en TC 2000 con Honda Racing.
- 2011: 1 victoria y una pole position en TC 2000 con Honda Racing.
- 2012: Campeones de Marcas y Equipos en Súper TC 2000 con Renault LoJack Team.
- 2013: 3 victorias en Súper TC 2000 con Renault LoJack Team
- 2014: Campeones de Marcas y Equipos en TC 2000 con el RAM Racing.
- 2015: Campeones de Marcas y Equipos en TC 2000 con el RAM Racing Team Paladini. 2° y 3° puesto del certamen de pilotos con Luciano Farroni y Antonino García.
- 2016: Campeones de Marcas y Equipos en TC 2000 con la Escudería Fela. Ganadores del certamen de pilotos con Antonino García.
- 2017: 2 victorias, 11 podios en TC 2000 con la Escudería Fela en TC 2000. 1 pole position, 1 podio con Escudería Fela en Súper TC 2000.
- 2018: 7 victorias, 21 podios, 1 pole position con la Escudería Fela en TC 2000. Subcampeonato de Martín Chialvo.

- 2023. Director Paladini Racing dentro del TCR South America

## Proyectos nacionales e internacionales como líder
- 1979: primer equipo del interior del país de Fórmula Renault.
- 1981: primer equipo y único totalmente argentino para correr en la Fórmula 3 Inglesa.
- 1988: primer auto de fibra de carbono y motores desarrollados en Argentina en su totalidad (Berta 088 F3) para competir en el Campeonato Alemán de F3.
- 1993: equipo de F3 sudamericana (TOM´S Toyota).
- 1995: equipo de rally, Campeonato Argentino y Sudamericano (Piloto: Jorge Recalde).
- 1997: primer equipo con auto importado (Honda) en competir en el campeonato argentino de TC 2000.
- 1999: construcción del complejo Pro Racing, con talleres mecánicos de alta tecnología para albergar a las distintas marcas, como también el taller modelo de CRR (Córdoba Racing Research) que sirve para la preparación de vehículos de alta competición. En diciembre de 1999 se inaugura dentro del complejo Pro Racing un circuito de rally de amplias características, que sirvió de escenario para la disputa del Rally Master Argentina en 1999 y 2000 y para ser varias veces el escenario del Súper Especial del Rally Mundial. El mismo congregó a los mejores pilotos de rally de todos los tiempos, a nivel mundial, logrando una magnífica repercusión en los medios de prensa nacional e internacional.

Pilotos nacionales e internacionales invitados: Markku Alen, Miki Biasion, Stig Blomqvist, Timo Salonen, Ari Vatanen, Jorge Recalde, Gabriel Raies, Gustavo Trelles, Jimmy McRae, Alister McRae, Bruno Thiry, Uwe Nittel, Manfred Stohl, Giggi Galli, Miguel Campos, Jani Paasonen.
- 2002:conforma el directorio de la categoría TC 2000 junto con Pablo Peón, Gustavo Ramonda y Gabriel Furlán. Se genera un nuevo reglamento, que es el que actualmente se utiliza en TC 2000, Súper TC 2000 y los 200 kilómetros de Buenos Aires.
- 2010 Honda en WTCC: Víctor Rosso tomó parte en 2010 de las reuniones que la FIA desarrolló en París junto a William de Braekeleer representando los intereses de Honda y pactando el reglamento 2014 del WTCC. Honda Argentina se retira por cambios internos mientras que Honda Europa/Japón continúan con el proyecto.

Leonel Pernía en WTCC: con 34 años de edad, Leonel Pernía se convirtió en el primer argentino en competir en WTCC en 2010, debutando un 23 de mayo en Monza, Italia. Pernía manejó el cuarto Chevrolet Cruze LT del equipo oficial Chevrolet.
José María López USF1: El 22 de enero de 2010, José María López fue confirmado como uno de los pilotos de la nueva escudería USF1 Team de Fórmula 1, capitaneada por el periodista Peter Windsor. El 25 de enero de 2010, López y Windsor fueron recibidos por la presidenta argentina Cristina Fernández de Kirchner en la Casa de Gobierno argentino para asegurar el aporte de 2 de los 8 millones de dólares exigidos por el equipo norteamericano. Una vez que López obtuviera la denominada súper licencia de piloto de Fórmula 1, su llegada a la máxima categoría internacional ya era un hecho. Sin embargo, a pesar de los esfuerzos realizados, José María López recibió la noticia de que el equipo USF1 no podría competir en la Fórmula 1 ya que los tiempos de armado de los coches se habían retrasado y el apoyo económico que iba a ser refrendado por el cofundador del sitio de videos Youtube, Chad Hurley, fue retirado. Todo este proyecto estuvo encabezado por Víctor Rosso y Felipe Mc Gough.

## Los pilotos que integraron sus equipos, año por año
- 1997: – Honda – Luis Soppelsa, Omar Martínez y Nestor Gabriel Furlan
- 1998: – Honda – Juan María Traverso, Omar Martínez, Juan Manuel Silva
- 1999: – Honda – Juan Manuel Silva, Omar Martínez, Chiqui García, Gabriel Raies, Marcelo Bugliotti, Lucas Armellini.
- 2000: – Honda – Omar Martínez, Juan Manuel Silva, Marcelo Bugliotti, Anibal Zaniratto.
- 2001: – Honda – Juan Manuel Silva, Oscar Larrauri.
- 2002: – Honda – Juan Manuel Silva, Guillermo Ortelli, Martín Basso, Esteban Tuero.
- 2003: – Honda – Juan Manuel Silva, Guillermo Ortelli, Martín Basso.
- 2004: – Honda – Juan Manuel Silva, Martín Basso, Fabián Yannantuoni.
- 2005: – Honda – Juan Manuel Silva, Martín Basso, Fabián Yannantuoni.
- 2006: – Honda – Juan Manuel Silva, Diego Aventín, Fabián Yannantuoni, Carlos Okulovich.
- 2007: – Honda – Herny Martin, Cacá Bueno, Juan Manuel Silva, Carlos Okulovich, José María López.
- 2008: – Honda – José María López, Juan Manuel Silva, Leonel Pernía, Carlos Okulovich.
- 2009: – Honda – José María López, Juan Manuel Silva, Leonel Pernía, Santiago Ventana.
- 2010: – Honda – Mariano Altuna, José María López, Leonel Pernía, Néstor Girolami.
- 2011: – Honda – Leonel Pernía, Mariano Altuna, Néstor Girolami, Nazareno López.
- 2012: – Renault – Leonel Pernía, Mariano Altuna, Guillermo Ortelli, Emiliano Spataro.
- 2013: – Renault – Leonel Pernía, Guillermo Ortelli, Emiliano Spataro, Fabián Yannantuoni.
- 2014: – Ford – Luciano Farroni, Antonino García, Mario Gerbaldo – Honda – Tomás Cingolani – Renault – Antonino García
- 2015: – Ford – Luciano Farroni, Antonino García, Mario Gerbaldo, Juan Ángel Rosso, Manuel Mallo.
- 2016: - Ford - Antonino García, Juan Ángel Rosso, Santiago Mallo, Danilo D'Angelo, Tomás Gagliardi Genné, Pablo Vuyovich.
- 2017: - Ford - Santiago Mallo, Tomás Gagliardi Genné, Martín Chialvo, Sebastián Peluso, Damián Fineschi, Luciano Farroni, Juan Ángel Rosso.
- 2018: - Ford - Santiago Mallo, Martín Chialvo, Sebastián Peluso, Tomás Gagliardi Genné, Fabricio Persia, Gregorio Conta, Matías Cravero, Lucas Vicino. - Honda - Santiago Mallo, Esteban Guerrieri.
- 2019: - Honda - Manuel Urcera, Manuel Mallo, Santiago Mallo, Juan Ángel Rosso. - Ford - Martín Chialvo, Gregorio Conta, Lucas Vicino.

## Relaciones con pilotos internacionales que compitieron para su estructura
- Antony Reid (Escocia)
- Cacá Bueno (Brasil)
- Rickard Rydel (Suecia)
- Tarso Marques (Brasil)
- Enrique Bernoldi (Brasil)
- Fabrizio Giovanardi (Italia)
- Germán Quiroga (México)
- Juan Cáceres (Uruguay)
- Popó Bueno (Brasil)
- Antonio Pérez Mendoza (México)
- Emilio de Villota (España)
- Gabriele Tarquini (Italia)
- Giuliano Moro (Brasil)
- Alain Menú (Suiza)
- Tom Kristensen (Dinamarca)